# Lista över stora grabbar i bandy
Detta är en lista över stora grabbar i bandy.

## Stora grabbar i bandy
- Nr  0 Sune Almkvist – IFK Uppsala
- Nr  1 Sven "Sleven" Säfwenberg – IFK Uppsala
- Nr  2 Gunnar Galin – IK Göta, AIK
- Nr  3 Gunnar Hyttse – Västerås SK
- Nr  4 Åke Nyberg – IK Göta, AIK
- Nr  5 Gustaf Bard – IK Sirius
- Nr  6 Birger Wejdeby – IFK Uppsala
- Nr  7 Einar Lindqvist – IFK Uppsala
- Nr  8 Algot Haglund – Djurgårdens IF, AIK
- Nr  9 Manne Johansson – Västerås SK
- Nr 10 Henry "Brinken" Klarqvist – Slottsbrons IF, IF Göta, Uddens IF, Sjödahlens IF
- Nr 11 Reinhold Lindberg – IK Sirius, IF Vesta, IFK Uppsala
- Nr 12 Martin Howander – IFK Uppsala
- Nr 13 Georg Johnsson – Västerås SK
- Nr 14 Einar Ask – IFK Uppsala, Sandvikens AIK
- Nr 15 Sigge Öberg – Hammarby IF
- Nr 16 John Larsson-Laurelli – Nässjö IF
- Nr 17 Hjalmar Klarqvist – Slottsbrons IF, Bollnäs GoIF
- Nr 18 Emritz Lindberg – Skutskärs IF
- Nr 19 Erik Jonasson – IF Göta
- Nr 20 Gunnar Jansson – IF Göta, Edsbyns IF
- Nr 21 Gösta Löwgren – IF Göta
- Nr 22 Erik Hansson, Kallur – IFK Rättvik
- Nr 23 Erik Eklund – Västerås SK BK
- Nr 24 Bernt Hellström – Västerås SK BK
- Nr 25 Sixten Jansson – IF Vesta, IFK Uppsala
- Nr 26 Bengt Larsson – IF Göta
- Nr 27 Arne Magnusson – SK Tirfing, Skutskärs IF
- Nr 28 Ragnar Nilsson – Slottsbrons IF
- Nr 29 Hilding Gustavsson – Reymersholms IK
- Nr 30 Edvard Andersson – Skutskärs IF
- Nr 31 Gösta Svensson – Nässjö IF
- Nr 32 Herman Jonasson – IF Göta, Edsbyns IF
- Nr 33 Nils "Nicke" Bergström – Nässjö IF
- Nr 34 Bertil Reuter – Västerås SK
- Nr 35 Henry Muhrén – Skutskärs IF
- Nr 36 Einar Tätting – IFK Rättvik
- Nr 37 Ture Vallo – Skutskärs IF, Västerås SK
- Nr 38 Bosse Nilsson – Skutskärs IF, Sandvikens AIK
- Nr 39 Ingvar Wasberg – Brobergs IF
- Nr 40 Rune Myhr – Brobergs IF
- Nr 41 Gustaf Danielsson – Brobergs IF
- Nr 42 Pontus Widén – Västerås SK
- Nr 43 Tage Sjöstrand – Västerås SK
- Nr 44 Erik Flodberg – Brobergs IF
- Nr 45 Leif Lindqvist – IK Huge
- Nr 46 Åke Igesten – Nässjö IF
- Nr 47 Folke Olsson – Brobergs IF
- Nr 48 Herbert Swartswe – Edsbyns IF
- Nr 49 Elof Johansson – Brobergs IF
- Nr 50 Evert Nilsson – Slottsbrons IF
- Nr 51 Åke "Plutten" Andersson – Hammarby IF
- Nr 52 Gunnar Zackrisson – Sandvikens AIK
- Nr 53 Alf Alfredsson – IF Göta
- Nr 54 Ragnar Lindberg – IK Sirius
- Nr 55 Nils "Nisse-Vitt" Andersson – Slottsbrons IF
- Nr 56 Einar Bergström – Västerås SK
- Nr 57 Bertil Bohlin – IFK Uppsala
- Nr 58 Adrian Brohlin – IFK Uppsala
- Nr 59 Harry Ericsson – IK Sirius BK
- Nr 60 Karl "Kalle" Funke, Slottsbrons IF, Nynäshamns IF, Noraskogs SK
- Nr 61 Arne Hansson – Skutskärs IF
- Nr 62 Birger Holmqvist – IK Göta
- Nr 63 Seth Howander – IFK Uppsala, Råsunda IS
- Nr 64 Georg Johansson-Brandius – IK Göta
- Nr 65 Erik Karlsson – Västerås SK
- Nr 66 Ruben Carlsson – IFK Uppsala
- Nr 67 Göte Karlström – Västerås SK
- Nr 68 Berhard Larsson – IF Göta
- Nr 69 Seth Månsson – IFK Uppsala
- Nr 70 Sven Nilsson – IK Sirius
- Nr 71 Henry Ohlsson – Västerås SK
- Nr 72 Russel Pettersson – IF Göta
- Nr 73 Eric Sköld – IF Linnéa
- Nr 74 Ivar Svanström – IK Sirius
- Nr 75 Hugo Söderström – IK Göta
- Nr 76 Harald Törnquist – Slottsbrons IF
- Nr 77 Henry Widing – IF Göta
- Nr 78 Louis Woodzack – IFK Uppsala
- Nr 79 Erik Flodin – Västerås SK BK
- Nr 80 Åke Mickelsson – Bollnäs GoIF
- Nr 81 Nils Hellström – Sandvikens AIK
- Nr 82 Hans Pettersson – Slottsbrons IF
- Nr 83 Olle Sääw – Örebro SK
- Nr 84 Martin Johansson – Bollnäs GoIF
- Nr 85 Karl-Erik Sjöberg – Bollnäs GoIF
- Nr 86 Ernst Hård – Forsbacka IK
- Nr 87 Orvar Bergmark – Örebro SK, AIK
- Nr 88 Yngve Palmqvist – Hammarby IF, IK Sirius
- Nr 89 Tage Magnusson – Örebro SK
- Nr 90 Tore Olsson – IFK Rättvik, IF Göta
- Nr 91 Olle Lindgren – Bollnäs GoIF/BF, AIK
- Nr 92 Jonny Lerin – IF Göta
- Nr 93 Rune Pettersson – Sandvikens AIK
- Nr 94 Uno Wennerholm – Nässjö IF, IF Göta, Tranås BoIS
- Nr 95 Sven Bergström – Örebro SK
- Nr 96 Elis Johansson – Edsbyns IF
- Nr 97 Paul Karlsson – Edsbyns IF
- Nr 98 Sven-Erik Broberg – Västanfors IF, IF Göta, Västerås SK, Hammarby IF
- Nr 99 Agard Magnusson – Sandvikens AIK
- Nr 100 Inge Cahlman – Skutskärs IF
- Nr 101 Sven-Åke "Majorn" Svensson – Slottsbrons IF
- Nr 102 Roy Berglöf – IF Göta
- Nr 103 Ove Eidhagen – Örebro SK, IK Sirius
- Nr 104 Sten Carlsson – Örebro SK, Nässjö IF
- Nr 105 Sven Olof Landar – Edsbyns IF
- Nr 106 Sture Strand – Skutskärs IF
- Nr 107 Karl-Erik Södergren – Örebro SK
- Nr 108 Tore Wikner – AIK, IK Sirius
- Nr 109 Torvald Åkerlöf – Forsbacka IK
- Nr 110 Gunnar Jansson – Västerås SK
- Nr 111 Gösta Kihlgård – Örebro SK
- Nr 112 Nils Wikman – Lesjöfors IF
- Nr 113 Sven-Åke Erixon – Örebro SK, IK Sirius
- Nr 114 Allan Arvidsson – Edsbyns IF
- Nr 115 Rune Sääf – trol. Fagersta AIK, Västanfors IF
- Nr 116 Gudmund Jernberg – Edsbyns IF
- Nr 117 Jörgen Forslund – Edsbyns IF
- Nr 118 Leif Fredblad – Gustavsbergs IF, Hammarby IF
- Nr 119 Ulf Fredin – IK Sirius
- Nr 120 Sigge Parling – IK Sirius, Forsbacka IK
- Nr 121 Lennart Backman – Katrineholms SK, AIK
- Nr 122 Curt Sedvall – Brobergs IF
- Nr 123 Roland Niva – Katrineholms SK
- Nr 124 Jens Lindblom – Hammarby IF, Ljusdals BK
- Nr 125 Kjell Jacobsson – Västanfors IF, AIK
- Nr 126 Lennart Ståhlberg – Edsbyns IF
- Nr 127 Kurt Nyberg – Edsbyns IF
- Nr 128 Göran "Dallas" Sedvall – Falu BS, Mjölby AI, Brobergs IF
- Nr 129 Åke Jansson – Katrineholms SK
- Nr 130 Jan "Habo" Johansson – Nässjö IF
- Nr 131 Rolf Jonsson – Edsbyns IF
- Nr 132 Sune Ericsson – IF Göta
- Nr 133 Gunnar Palmér – Ljusdals BK
- Nr 134 Gunnar Ring – Örebro SK
- Nr 135 Hans Nordin – Örebro SK
- Nr 136 Bernt "Bempa" Ericsson – Falu BS, IF Boltic
- Nr 137 Leif Sveder – IF Göta
- Nr 138 Matz Allan Johansson – Västerås SK, IF Vesta, Sandvikens AIK, IK Sirius
- Nr 139 Ove Almroth – Västerås SK
- Nr 140 Carl-Erik Askelöf – Falu BS, IK Sirius, Hammarby IF, Söderfors GoIF
- Nr 141 Jan Hermanson – Nässjö IF
- Nr 142 Örjan Modin – Ljusdals BK
- Nr 143 Jan-Eric Flink – Brobergs IF, Bollnäs GoIF, Sandvikens AIK
- Nr 144 Börje Andersson – Hammarby IF
- Nr 145 Håkan Persson – IK Sirius, Lesjöfors IF
- Nr 146 Bernt Örhn – Sandvikens AIK
- Nr 147 Benny Lennartsson – Örebro SK
- Nr 148 Sören Andersson – Örebro SK
- Nr 149 Håkan Spångberg – Västerås SK, Hälleforsnäs IF
- Nr 150 Torsten Sparv – Tranås BoIS
- Nr 151 Leif Wasberg – Edsbyns IF, Brobergs IF
- Nr 152 Lage Nordén – Ljusdals BK, Bollnäs GoIF
- Nr 153 Hans Carpman – Katrineholms SK
- Nr 154 Torbjörn Ek – Ljusdals BK, Västerås SK, IFK Kungälv
- Nr 155 Håkan Sundin – IK Sirius, Brobergs IF, Edsbyns IF, IFK Stockholm
- Nr 156 Bengt Eriksson – Bollnäs GoIF, Ljusdals BK, IFK Vänersborg
- Nr 157 Håkan Ohlsson – Katrineholms SK, Värmbols GoIF, IFK Vänersborg
- Nr 158 Per Jagbrant – Köpings IS, Värmbols GoIF
- Nr 159 Kjell Österberg – Katrineholms SK
- Nr 160 Tommy Axelsson – Katrineholms SK
- Nr 161 Benny Söderling – Hammarby IF, Essinge IK
- Nr 162 Claes-Håkan Asklund – Västerås SK, Tillberga IK
- Nr 163 Jan-Ivar Ekberg – IFK Nora, Örebro SK
- Nr 164 Lars-Göran Lindqvist – IFK Kungälv, Nässjö IF
- Nr 165 Tommy Nordenek – Kungälvs SK, IFK Kungälv, IFK Vänersborg
- Nr 166 Jan Ericsson – Falu BS
- Nr 167 Lars Olsson – Sandvikens AIK
- Nr 168 Göran Johansson – Villa BK
- Nr 169 Sören Boström – Västerås SK, Västanfors IF BK
- Nr 170 Björn-Olof Forsberg – Västerås SK, IF Boltic
- Nr 171 Håkan Karlsson – Bollnäs GoIF, Edsbyns IF
- Nr 172 Bengt "Pinnen" Ramström – Örebro SK, IF Boltic
- Nr 173 Lars-Ove Sjödin – Örebro SK, Västerås SK
- Nr 174 Jan Berlin – IK Sirius
- Nr 175 Stefan Karlsson – IF Boltic, Vetlanda BK, Brobergs IF
- Nr 176 Lars Ångström – Ale/Surte SK, IF Boltic
- Nr 177 Mikael Arvidsson – Villa Lidköping BK, IFK Motala
- Nr 178 Ola Johansson – IF Boltic, Edsbyns IF, Västerås SK
- Nr 179 Per Togner – IF Boltic, Vetlanda BK, IF Karlstads-Göta
- Nr 180 Thomas Fransson – Selånger SK, Vetlanda BK, Hälleforsnäs IF
- Nr 181 Bengt Carlsson – IF Boltic
- Nr 182 Anders Söderholm – Edsbyns IF, Sandvikens AIK
- Nr 183 Christer Kjellqvist – Villa Lidköping BK, IK Sirius
- Nr 184 Mats Carlsson – IF Boltic
- Nr 185 Hans Johansson – Edsbyns IF, Västerås SK
- Nr 186 Joe Lönngren – Edsbyns IF
- Nr 187 Anders Bridholm – Villa Lidköping BK, IF Boltic
- Nr 188 Björn Tömmernes – IF Boltic
- Nr 189 Kenth Hultqvist – IF Boltic, Vetlanda BK
- Nr 190 Patrick Johansson – Vetlanda BK, Selånger SK
- Nr 191 Per-Olof Petersson – IFK Motala
- Nr 192 Peter Olsson – IF Boltic
- Nr 193 Örjan Gunnarsson – IF Boltic
- Nr 194 Per Lennartsson – Vetlanda BK
- Nr 195 Kent Edlund – IFK Motala, Vetlanda BK
- Nr 196 Stefan "Lillis" Jonsson – Ljusdals BK, Västerås SK, Hammarby IF
- Nr 197 Per Fosshaug – IFK Vänersborg, Falu BS, Västerås SK, Sandvikens AIK, Tillberga Bandy Västerås
- Nr 198 Mikael Forsell – Villa Lidköping BK, IF Boltic
- Nr 199 Kjell Kruse – IF Boltic
- Nr 200 Kjell Berglund – IF Boltic
- Nr 201 Stefan Åkerlind – Sandvikens AIK
- Nr 202 Jonas Claesson – Vetlanda BK, Hammarby IF
- Nr 203 Ola Fredricson – Nässjö IF, IF Boltic, Västerås SK
- Nr 204 Niclas Johannesson – IF Boltic, IFK Kungälv
- Nr 205 Pontus Sundelius – Vetlanda BK
- Nr 206 Roger Karlsson – IFK Motala, Västerås SK
- Nr 207 Göran Rosendahl – Västerås SK, Hammarby IF, IK Sirius
- Nr 208 Hans Åström –   Bollnäs GoIF, Sandvikens AIK
- Nr 209 Patrick Sandell – Vetlanda BK, IFK Motala, Hammarby IF
- Nr 210 Gert Johansson – Vetlanda BK
- Nr 211 Marcus Bergwall – IF Boltic, Hammarby IF
- Nr 212 Jonas Holgersson – Västerås SK BK, Hammarby IF
- Nr 213 Patrick Södergren – Bollnäs GoIF, IF Boltic, Sandvikens AIK
- Nr 214 Niklas Spångberg – Sandvikens AIK
- Nr 215 Magnus Muhrén – Sandvikens AIK
- Nr 216 Andreas Bergwall – IFK Kungälv, Västerås SK, Tillberga Bandy Västerås, Hammarby IF
- Nr 217 Michael Carlsson – Västerås SK
- Nr 218 Ted Andersson – Västerås SK
- Nr 219 Lars Gustafsson – Västerås SK
- Nr 220 Henrik Hagberg - Sandvikens AIK
- Nr 221 Anders Östling - Sandvikens AIK, Västerås SK
- Nr 222 Daniel Kjörling - Sandvikens AIK, Västerås SK
- Nr 223 Daniel Eriksson - Sandvikens AIK
- Nr 224 Andreas Eskhult - Hammarby IF, IK Sirius
- Nr 225 Stefan Erixon - Hammarby IF
- Nr 226 Stefan Söderholm  - Sandvikens AIK
- Nr 227 Andreas Westh - Bollnäs GoIF, Sandvikens AIK
- Nr 228 Magnus Olsson - Edsbyns IF
- Nr 229 Daniel Liw - Edsbyns IF
- Nr 230 Anders Svensson - Edsbyns IF
- Nr 231 Anders Bruun - IFK Motala, Västerås SK BK
- Nr 232 Daniel Välitalo - Kalix BF, Edsbyns IF
- Nr 233 Daniel Mossberg - Sandvikens AIK
- Nr 234 David Karlsson - Eskilstuna BS, Vetlanda BK, Hammarby IF, Villa Lidköping BK
- Nr 235 Patrik Nilsson - Söderfors GoIF, Sandvikens AIK, Hammarby IF, Bollnäs GoIF
- Nr 236 Johan Esplund - Otterbäckens BK, IF Boltic, Villa Lidköping BK, Västerås SK BK
- Nr 237 Per Hellmyrs - Edsbyns IF, Bollnäs GoIF
- Nr 238 Olov Englund - Kalix BF, Hammarby IF
- Nr 239 Daniel Andersson - Nässjö IF, Villa Lidköping BK
- Nr 240 Hans Andersson - Edsbyns IF
- Nr 241 Daniel Burvall Jonsson - Brobergs IF, Edsbyns IF
- Nr 242 Jonas Edling - Edsbyns IF
- Nr 243 Daniel Berlin - Söderfors GoIF, Sandvikens AIK, Bollnäs GoIF
- Nr 244 Christoffer Edlund - Vetlanda BK, Sandvikens AIK
- Nr 245 Linus Pettersson - Sandvikens AIK
- Nr 246 Erik Säfström - Örebro SK, Sandvikens AIK
- Nr 247 Adam Gilljam - Brobergs IF, Hammarby IF